# Иван Петров (спедитор)
Иван Първанов Петров е български ръководител и експерт по международен транспорт, спедиция и логистика. Той е президент на Международната федерация на спедиторските сдружения и председател на работната група за железопътен транспорт, както и зам. председател на Националното сдружение на българските спедитор.

## Биография
Завършва Университета за национално и световно стопанство със специалност международни икономически отношения. През 1992 г. придобива академична степен доктор по логистика и транспорт от същия университет. Специализира в областта на международния транспорт, спедиция и логистика в  Кьолнски университет, Виенски университет, Университет на Тенеси и Московски държавен институт по международни отношения. 
Започва кариерата си в спедиторската фирма „Деспред“. Управител е на Транс Експрес ООД от самото основаване на фирмата през 1991 г. Председател на УС на НСБС в продължение на два мандата между 2000 и 2006 г. Иван Петров е генерален секретар на Европейската асоциация за спедиция, транспорт, логистика и митнически услуги и председател на Института по железопътни превози в тази организация. От ноември 2021 г. е президент на FIATA и председател на работната група за железопътния транспорт.  